# Virginia Astley
Virginia Astley (Garston, 26 settembre 1959) è una cantautrice e compositrice britannica.
Maggiormente attiva durante gli anni Ottanta e Novanta, la sua carriera di cantautorato è iniziata nel 1980, influenzata sia dalla sua formazione classica sia dal desiderio di sperimentare con la propria musica. Anche se più popolare in Estremo Oriente, in particolare in Giappone, rimane un'artista di culto anche nella nativa Inghilterra.

## Carriera

### Infanzia
Virginia Astley nacque il 29 settembre 1959 a Garston, nell'Hertfordshire, Inghilterra, al fianco della sua gemella Alison, seconde figlie del compositore Edwin Astley (noto per le sue colonne televisive come quella per Il Santo) e di sua moglie Hazel Balbirnie, sposatisi nel 1945. Provenivano dal Warrington ed avevano vissuto in Grappenhall, dove la sorella maggiore Karen era nata nel 1947. La famiglia si era trasferita a Stanmore in Middlesex per il lavoro di Edwin. Nei primi anni '60 fu direttore musicale di ITC Entertainment a Borehamwood, la società responsabile di serie come la sopracitata Il Santo e  Danger Man .
Nel 1968 Karen convolò a nozze con Pete Townshend, leader dei The Who. Negli anni Settanta il fratello maggiore di Virginia, Jon Astley, divenne un operatore di nastri per Eric Clapton e si fece strada nelle sue attività di remasterer e produttore discografico.

### Carriera musicale
Virginia iniziò a studiare pianoforte all'età di sei anni e flauto traverso a quattordici. Dopo aver lasciato la scuola, studiò alla Guildhall School Of Music. La sua prima apparizione professionale in pubblico era come musicista di strada al di fuori della stazione della metropolitana di South Kensington. Nel 1980 fece un provino per una nuova band di Clapham, i Victims of Pleasure, come tastierista. Lavorò con loro per un breve periodo nei club e nei pub intorno a Londra. La band ha pubblicato tre singoli tra il 1980 e il 1982 prima di dividersi.
In seguito, scrisse, arrangiò ed eseguì della musica con il frontman degli Skids Richard Jobson per l'album  The Ballad Of Etiquette . La loro collaborazione continuò anche quando Jobson si trasferì all'etichetta belga Les Disques Du Crépuscule, con la Astley che comparve alla raccolta della casa discografica The Fruit Of The Original Sin. I due infine registrarono una cover de La Chanson d'Helene con gli autori The Dream Makers (in collaborazione con il regista Jean Paul Goude).
Fu durante questo primo periodo che Virginia iniziò a prendere seriamente in considerazione la pubblicazione del proprio materiale; tuttavia, nulla di immediato avvenne dopo questa decisione. Soltanto nel 1981, dopo aver firmato con la piccola etichetta inglese Why-Fi, registrò una serie di canzoni. Un amico di scuola, Jo Wells (Kissing the Pink) e l'amica Nicky Holland collaborarono come artisti di supporto, così come Tony Butler, Mark Brzezicki e Peter Hope-Evans. La cantautrice ricevette poi un'offerta da un altro artista della stessa Why-Fi, Troy Tate, per un ruolo nella band di supporto dei The Teardrop Explodes. Negli anni Novanta, scoprendo che il suo stile musicale era popolare in Giappone, continuò a collaborare con artisti asiatici.

### Ravishing Beauties
Virginia reclutò Nicky Holland ed un'altra amica universitaria, Kate St John, e fondò le Ravishing Beauties. Il gruppo così appena formato si unì ai The Teardrop Explodes per un tour invernale nel 1981 in piccoli club a Liverpool e per un altro, agli inizi del 1982, in tutto il Regno Unito. Suonarono anche come musiciste addizionali per Echo & the Bunnymen, Skids, e Siouxsie and the Banshees.
Kate St John e Nicky Holland continuarono a mantenere una carriera solista negli anni Novanta (la prima divenne modella e poi membro dei The Dream Academy, mentre la seconda proseguì il lavoro di turnista, collaborando soprattutto assiduamente con i Tears for Fears) contemporaneamente al momento di riemersione della Astley in Giappone. Come Ravishing Beauties invece non registrarono mai un album, apparendo però in programmi radiofonici, inclusa una John Peel Session su BBC Radio 1 nell'aprile 1982.

## Discografia

### Con Victims of Pleasure
- When You're Young (1980), P.A.M. - 7"
- Slave to Fashion (1981), Rialto - 7"
- Jack and Jill (1982), Rialto - 7"

### Da solista
Album
- She Sat Down and Cried (1981), Crépuscule[4]
- From Gardens Where We Feel Secure (1983), Rough Trade - UK Indie #4[5]
- Hope in a Darkened Heart (1986), WEA
- All Shall Be Well (1992), Nippon Columbia
- Had I The Heavens (1996), Nippon Columbia
- The Words Between Our Words (2006)[6]
- Maiden Newton Ecliptic (2007), Artension

Singoli ed EP
- A Bao A Qu (1982), Why-Fi - 10-inch EP
- Love's a Lonely Place to Be (1983), Why-Fi — UK Indie #8[5]
- Melt The Snow (1985), Rough Trade — UK Indie #27[5]
- Tender (1985), Elektra
- Darkness Has Reached Its End (1985), WEA
- Le Song (1986)
- Charm (1986), WEA Japan
- Some Small Hope (1987), WEA (Con David Sylvian)